# Sorceress (film, 1995)
Pour les articles homonymes, voir Sorceress.
Pour plus de détails, voir Fiche technique et Distribution.
Sorceress (Sorcière) est un film d'horreur américain de 1995 réalisé par Jim Wynorski.

## Fiche technique
- Titre original : Sorceress
- Réalisation : Jim Wynorski
- Scénario : Mark Thomas McGee
- Montage : Peter Miller
- Musique : Chuck Cirino et Darryl Way
- Production : Fred Olen Ray
- Société de production : Win-Tone Productions
- Pays d'origine :  États-Unis
- Langue originale : anglais
- Genre : Fantasy, horreur, thriller
- Lieux de tourange : Sliverlake, Los Angeles, Californie, États-Unis
- Durée : 93 minutes
- Dates de sortie :
  -  États-Unis : 4 janvier 1995
  -  Pays-Bas : 3 mai 1997 (première télévisée)

## Distribution
- Larry Poindexter : Larry Barnes
- Julie Strain : Erica Barnes
- Linda Blair : Amelia Reynolds
- Rochelle Swanson : Carol, l'ex-petite amie de Larry
- Kristi Ducati : Kathy, la femme de Don (créditée comme Kristina Ducati)
- Lenny Juliano : Don, le mari de Kathy
- Edward Albert : Howard Reynolds
- Toni Naples : Maria, l'amie d'Erica
- William Marshall : John, le partenaire de Howard
- Antonia Dorian : Trisha, la réceptionniste
- Michael Parks : Stan
- Melissa Brasselle : Mrs. Annie Latarga
- Fred Olen Ray : Bill Carson